# ووردبريس.كوم
ووردبريس.كوم (بالإنجليزية: WordPress.com)‏ وهي موفر خدمة استضافة مدونات مملوكة لشركة أوتوماتيك. وتعمل ببرنامج ووردبريس المفتوح المصدر. وهي توفر استضافة مدونات مجانية للمستخدمين المسجلين وتكسب المال من خلال الترقيات المدفوعة، تقديم خدمات وجيه ومن الإعلانات.
فُتح الموقع أمام مختبرين النسخة التجريبية في 8 أغسطس 2005، وفُتح أمام جميع المستخدمين في 21 نوفمبر 2005، أطلقت الخدمة في البداية من خلال نظام تقديم الدعوات فقط، وعلى الرغم من أنه في مرحلة من المراحل كانت الحسابات متاحة لمستخدمي متصفح الويب فلوك،  بلغ عدد المدونات في الخدمة أكثر من 56 مليون مدونة شخصية حتى تاريخ 13 أكتوبر 2012.

## نظرة عامة
يستخدم ووردبريس نظام قوالب يعتمد على (معالج القالب) وحديثا أصبح وردبريس يستعمل نظام واجهة برمجة التطبيقات حيث أصبح من الأمكان أستخدام وردبريس كتطبيق خلفي وربطه بتطبيقات مختلفة أمامية.

### القوالب
يستطيع مستخدمو ووردبريس تركيب القوالب (Themes) أو التبديل بينها. يسمح القالب بتغيير مظهر المواقع التي تُنشَأ بووردبريس. يمكن تركيب القالب أو حذفه بدون الخوف من تغير أي محتويات في الموقع. كل موقع تم إنشاؤه بواسطة وردبريس يحتاج إلى قالب (Theme) واحد على الأقل ليعمل وأي قالب يجب أن يتم تصميمه بمعايير قياسية (Standards) يعمل برنامج وردبريس بلغة بي اتش بي (PHP) ولغة النص التشعبي (HTML) ولغة تنسيقات النصوص والصفحة (CSS). القوالب يمكن تركيبها مباشرة عن طريق المتجر الموجودة في لوحة تحكم وإدارة برنامج ووردبريس أو يمكنك تحميل القالب كمجلد باستخدام بروتوكول نقل الملفات (FTP) المشهور لرفع الملفات الفولدرات.
لغة وأكواد بي إتش بي ولغة النص التشعبي والستيل شيت الموجودة في أي قالب يمكن تحريرها وإضافتها بسهولة وبميزات أكثر تقدما وتطورا. يمكن تصنيف قوالب ووردبريس إلى تصنيفان وهما قوالب مجانية وقوالب احترافية تحتوي على خيارات أكثر (غير مجانية)، معظم القوالب الموجودة في موقع ووردبريس (WordPress.org)، أما القوالب الاحترافية الممتازة فيجب شراءها من مواقع البيع المشهورة أو من خلال مواقع مطوريها.مستخدمي ووردبريس يمكنهم أيضا إنشاء وتطوير قوالبهم الخاصة بأنفسهم إذا كان لديهم بعض المعرفة والمهارة بكيفية عمل ذلك. إذا لم يكن لدى مستخدم ووردبريس معرفة بكيفية إنشاء وتطوير قالب فيمكنه تنزيل أحد القوالب المجانية من القوالب المتوفرة على موقع وردبريس الرسمي وهي قوالب رائعة يتم فحصها عن طريق فريق فحص القوالب باستمرار.

### الإضافات
الإضافات هي برامج مساعدة لمعمارية ووردبريس، وهي تقدم العديد من الوظائف المخصصة لتمكين إحتياجات المستخدميين الخاصة وزيادتها، الإحتياجات الخاصة مثل تقوية تواجد موقع المستخدم على محركات البحث لتحسينها SEO ومثل مداخل العملاء لإظهار المعلومات الخاصة للعميل للمستخدمين المسجليين Logged in users في نظام إدارة المحتوى (كـ ووردبريس) لمزيد من ظهور المحتويات كالويدجات وشريط الإبحار navigation bar . ليس كل الإضافات المتوفرة تعمل بصوره جيدة إذا ما تم التحديث للووردبريس وربما لاتعمل على الإطلاق إلا إذا قام مطوريها بتحديثها بما يتناسب مع الإصدار الحديث من ووردبريس وتنوه دائما منظمة ووردبريس عن ذلك في موقعها الرسمي أسفل أي برنامج مساعد تقوم بتنزيله أو تركيبه في موقعك.

## الخصائص والمميزات
- نظام القوالب: حيث يمكنك تغيير التصميم بسهولة وابتداءً من الإصدار 3.4 تم دعم تعديل القالب والمعاينة بشكل حي ومباشر.[6]
- إدارة متكاملة للنظام: توفر لوحة تحكم لإدارة النظام بشكل متكامل.
- روابط صديقة لمحركات البحث.
- تدعم الإضافات Plugins، وهي أحد أهم الميزات التي تتمع بها الووردبريس وتضم أكثر من 30 ألف إضافة.[7]
- إمكانية إنشاء التصنيفات بشكل شجري (متداخل).
- التنبيهات والتعقيبات: تنبهيك في حال تم ربط موضوع مع موقع آخر.
- إمكانية إنشاء صفحات ثابتة.
- إمكانية مشاركة الكتابة مع عدد من الأشخاص.
- إنشاء قائمة بالزوار الذين كتبوا تعليقات في المدونة.
- يمكن إيقاف بروتوكول إنترنت محدد من كتابة أي تعليق.
- دعم للوسوم (Tags).
- إمكانية إنشاء مربعات في القائمة الجانبية بسهولة.
- تطبيقات خاصة لأنظمة الجوالات والأجهزة اللوحية.
- تقديم المحرر الجديد Gutenberg مع إنطلاقة الإصدار 5.0 [8]

### التدوين المتعدد
يمكن لووردبريس تقديم خدمة المدونات المتعددة أو شبكة المدونات، كانت تسمى هذه الميزة بووردبريس ملتي يوزر (باللاتينية Wordpress MU) قبل أن يُنبذ استعمال هذه التسمية عندما أصبحت الميزة مدمجة في النسخة الرسمية بدأً من الإصدار 3.0 
وأصبح بإمكان المستخدم إنشاء أكثر من مدونة على موقع واحد وعلى نفس قاعدة البيانات وعلى نطاق فرعي أو في مجلد فرعي، وهذا من أشهر الحلول التي يستعملها من يريد إنشاء استضافة مدونات خاصة وتقديمها كخدمة، ويمكن مراقبة المدونات والتعديل بمحتواها بحرية تامة للمدير من لوحة تحكم واحدة.

### الميزات الأخرى
من الميزات الأخرى إدارة الإرتباطات المتكاملة Integrated links ومحرك البحث وديا search engine وبنية واضحة للإرتباطات الدائمة  Permanent link أو بإختصار Permalinks والقدرة على خصخصة العديد من التصنيفات للمقال الواحد ودعم الوسوم للمقالات. الووردبريس لا يتطلب معرفه بلغات البرمجة مثل HTML، أيضًا تستخدم 90% من المدونات الـ ووردبريس لإدارة مواقعهم ومدوناتهم.[3]

## الإصدارات
معظم إصدارات الووردبريس يكون اسمها الرمزي هو اسم عازف جاز معروف، ابتداء من الإصدار رقم 1.0.
| رقم الإصدار | الاسم الرمزي            | تاريخ الإصدار        | ملاحظات | |
| ----------- | ----------------------- | -------------------- | --- | --- |
| 0.70        | لا يوجد                 | 27 أيار 2003         | اصدار تجريبي | |
| 1.0         | مايلز ديفيس             | 3 يناير 2004         | اول اصدار 1.0 | |
| 1.2         | شارليس مينغوس           | 22 أيار 2004         | - | |
| 1.5         | Strayhorn               | 17 شباط 2005         | - | |
| 2.0         | ديوك إلينغتون Duke      | 31 كانون أول 2005    | - | |
| 2.1         | Ella                    | 22 كانون ثاني 2007   | - | |
| 2.2         | Getz                    | 16 أيار 2007         | - | |
| 2.3         | ديكستر غوردون           | 24 أيلول 2007        | - | |
| 2.4         | لا يوجد                 | لا يوجد              | - | |
| 2.5         | Brecker                 | 29 أذار 2008         | - | |
| 2.6         | Tyner                   | 15 تموز 2008         | - | |
| 2.7         | Coltrane                | 11 كانون أول 2008    | - | |
| 2.8         | Baker                   | 10 حزيران 2009       | - | |
| 2.9         | Carmen                  | 19 كانون أول 2009    | - | |
| 3.0         | ثالونيوس منك            | 17 حزيران 2010       | - | |
| 3.1         | جانغو راينهارت          | 23 شباط 2011         | - | |
| 3.2         | Gershwin                | 4 تموز 2011          | - | |
| 3.3         | Sonny                   | 12 كانون أول 2011    | تم التركيز على جعل ووردبريس أسهل للمبتدئين ولمستخدمي الأجهزة اللوحية. | |
| 3.4         | غرانت غرين              | 13 حزيران 2012       | تم التركيز على تخصيص القالب والتكامل مع تويتر وبعض التغيرات البسيطة. | |
| 3.5         | إلفين جونز              | 11 ديسمبر 2012       | دعم شاشات ريتينا، ملتقط الألوان، إضافة قالب جديد اسمه 2012، تحسين التعامل مع الوسائط. | |
| 3.6         | Oscar                   | 2 سبتمبر 2013        | - | |
| 3.7         | Basie                   | 24 أكتوبر 2013       | تركيب تحديثات الصيانة والتحديثات الأمنية وتحديث ملفات الترجمة في الخلفية، مقياس أقوى لكلمة المرور، تحسين محرك البحث. | |
| 3.8         | Parker                  | 12 ديسمبر 2013       | تحسين واجهة لوحة التحكم؛ تصميم يدعم أجهزة الهاتف المحمول؛ استخدام خطوط Open Sans؛ إدارة أنظمة الألوان؛ إعادة تصميم إدارة القوالب؛ القالب الإفتراضي هو قالب مجلة جديد اسمه Twenty Fourteen. | |
| 3.9         | جيمي سميث (عازف الأرغن) | 16 أبريل 2014        | تحسين المحرر المرئي، تحسين التعامل مع الصور. | |
| 4.0         | Benny                   | 4 سبتمبر 2014        | أسلوب جديد في إدارة الوسائط وتحسين التعامل مع المُدرَجات. | |
| 4.1         | دينا واشنطن             | 18 ديسمبر 2014       | نمط الكتابة بدون إلهاء، تسجيل الخروج من أي مكان، توصيات الإضافات، تضمين فاين Vine، إضافة قالب Twenty Fifteen الجديد والذي يستخدم خطوط نوتو. | |
| 4.1.1       | دينا واشنطن             | 18 فبراير 2015       | إصلاح 21 خطأ في الإصدار 4.1. | |
| 4.1.2       | دينا واشنطن             | 21 أبريل 2015        | إصلاح 4 أخطاء أمنية. | |
| 4.2         | بود باول                | 23 أبريل 2015        | رموز تعبيرية جديدة | |
| 4.2.1       | بود باول                | 27 أبريل 2015        | إصلاح ثغرة أمنية في الأصدار 4.2 وما قبله. | |
| 4.2.2       | بود باول                | 7 مايو 2015          | إصلاح بعض المشاكل الأمنية وأصلحت 13 خطأ. | |
| 4.3         | Billie                  | 18 أغسطس 2015        | التركيز على تجربة استخدام الجوال وتحسين تخصيص الموقع واقتراحات كلمات المرور. | |
| 4.4         | Clifford                | 8 ديسمبر 2015        | قالب جديد تحت اسم Twenty Sixteen - تحسين الصور لتتاسب مع الأجهزة المختلفة - إضافة العديد من خدمات إضافات الوسائط داخل التدوينة. | |
| 4.4.1       | Clifford                | 6 يناير 2016         | عالجت بعض المشاكل الأمنية وأصلحت 52 خطأ. | |
| 4.5         | Coleman                 | 12 إبريل 2016        | - تحسينات في التحرير (ظهور أيقونة الرابط فور تحديد نصّ، اختصارات جديدة لتنسيق النصّ). - تحسين إدارة التعليقات. - المعاينة المباشرة للتصميم المتجاوب. - شعارات مخصّصة. - التقليل من حجم الصّور المولَّدة بفقد محدود للجودة. | |
| 4.6         | Peper                   | 16 أغسطس 2016        | - تحديثات انسيابية - خطوط محلية - تحسينات على المُحرر: الفحص التلقائي للتأكد من الروابط، استعادة المحتوى. - الترجمات عند الطلب | |
| 4.7         | Vaughan                 | 6 ديسمبر 2016        | - إدراج نقاط نهاية للمحتوى Content endpoints في واجهة التطبيقات البرمجيّة API - قالب جديد باسم Twenty Seventeen - تعديلات على مخطّط المحرّر - ميزات جديدة في قائمة التخصيص: إضافة فيديو في الترويسة، اختصارات أمام الأجزاء القابلة للتحرير في الصفحات، إمكانيّة إنشاء صفحة أثناء إنشاء قائمة وأنماط CSS مخصّصة. - محتوى مبدئي يمكن استخدامه لتجربة العرض القوالب. | |
| 4.8         | Evans                   | 8 حزيران 2017        | - | |
| 4.9         | Tipton                  | 15 تشرين الثاني 2017 | - | |
| 5.0         | Bebo                    | 6 كانون الأول 2018   | - تقديم محرر Gutenberg الجديد - البناء باستخدام المكوّنات - قالب افتراضي جديد Twenty Nineteen | |
| 5.1         | Betty                   | 21 شباط 2019         | - تقديم ميزة التحقق من صحّة الموقع: للمساعدة في كشف مشاكل إعدادات التكوين الشائعة Debug - الحماية من أخطاء PHP: هذا التحديث الذي يركّز على لوحة تحكّم المسؤول، يتيح لك إصلاح الأخطاء الفادحة أو إدارتها بأمان - بناء وتحديث مكتبات JavaScript | |
| 5.2         | Jaco                    | 7 أيار 2019          | - | |
| 5.3         | Kirk                    | 12 نوفمبر 2019       | - | |
| 5.5         | Eckstine                | 2020                 | - | - تحسينات لمحرِّر المكوّنات، ومرونة تصميم موسّعة. - تقديم قالب Twenty Twenty - تحسينات من أجل الجميع: دوران الصورة التلقائي، التحقق من صحّة الموقع، التحقّق من البريد الإلكتروني للمدير - للمطوّرين: إصلاح مكونات التاريخ/الوقت، التوافق مع PHP 7.4\|- |

## وصلات خارجية
- الموقع الرسمي